# Hadí mord španělský

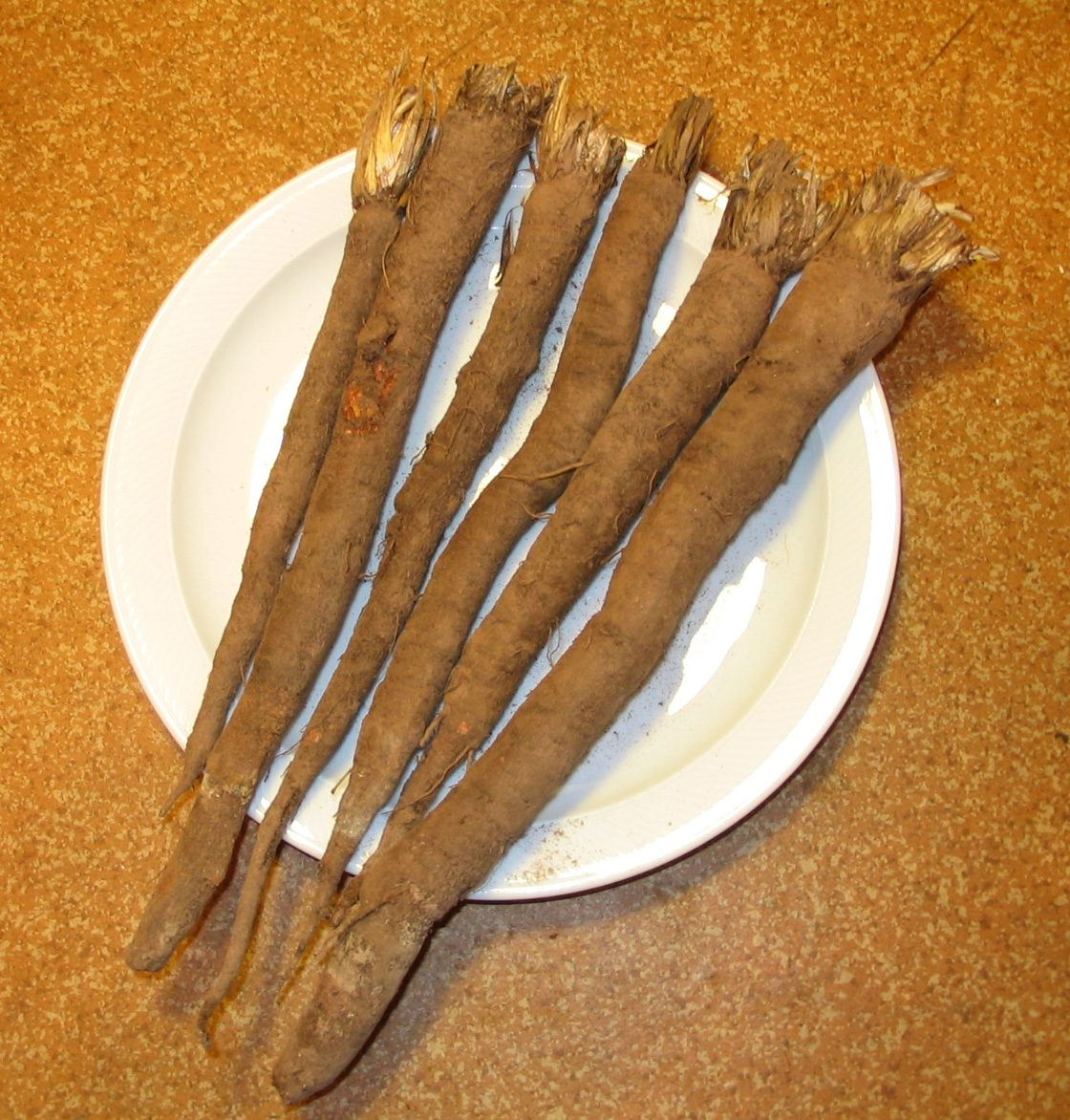
Kořeny hadího mordu španělského

Hadí mord španělský (Scorzonera hispanica) je kořenová zelenina z čeledi hvězdnicovitých. Ve volné přírodě jde o ohrožený druh.

## Původ
Plodina s názvem černý kořen, původně nazývaná hadí mord španělský, obdržela své jméno z lidového moudra, které praví, že pokud se tento kořen vloží hadovi do úst, had zahyne. Jako zelenina se začala používat až v 16. století.
Dle historických zdrojů pochází rostlina původně z jižní Evropy a Blízkého Východu. Jak je možné odvodit z jeho názvu, obecně se věří, že se hadí mord španělský rozšířil do zbytku Evropy právě ze Španělska. Dle pověstí až do 16. století pojídaly keltské a germánské národy hadí mord španělský zejména z toho důvodu, že věřily v jeho pozitivní účinky proti dýmějovému moru a hadímu kousnutí.

## Výskyt
Vzhledem k tomu, že je černý kořen odolný proti mrazu, daří se mu po celé Evropě a Asii.
Za největší pěstitele hadího mordu španělského na světě je považována Francie, Belgie a Nizozemsko.

## Popis
Kořeny vyšlechtěných druhů černého kořene mohou dosahovat délky až 40 cm a průměru 4 cm. Černý kořen je velice podobný mrkvi či petrželi, liší se pouze barvou, jež je, jak už název napovídá, temně černá. Na povrchu bulvy se nacházejí jemňoučké proužky a kořínky. Dužnina černého kořene je sněhově bílá a křehká. Po jakémkoli fyzickém zásahu vytéká z bulvy tzv. latex, což je hustá bílá šťáva, která po několika minutách zasychá a v místě poškození či řezu utvoří bílý film.
Podle listů rozlišujeme 3 odrůdy černého kořene:
- Latifolia – široké listy ve tvaru elipsy
- Glastifolia – podlouhlé kopinaté listy
- Strictifolia – čárkovité listy

Lodyha vyrůstající ve druhém roce pěstování černého kořene může dorůst výšky až 120 cm. V červenci a srpnu se dále pyšní žlutými květy. Příjemnou vůni květů však můžeme zakusit pouze dopoledne, odpoledne se totiž květy zavírají. Koncem srpna či během září je možné sbírat semena, která následně mají klíčivost až 2 roky.

## Pěstování
Černý kořen je velice nenáročnou plodinou, paradoxně se ale v České republice pěstuje velice zřídka, a to odrůda Libochovický, jež byla vyšlechtěna z variace jednoletý obrovský. Černý kořen vyžaduje slunné stanoviště s vlhkou písčitohlinitou zeminou s dostatečným přísunem hnojiva (ne však čerstvého chlévského). Pokud je půda, kde vyrůstá, příliš hrubá, jeho kořeny se pokroutí a slábnou. Doporučuje se vysévat již v únoru či březnu, aby měl dostatek času na vytvoření silných kořenů. Je také možné provést výsev již na podzim, poté ale hrozí, že v následujícím roce rostlina vyžene do květu. Sběr se provádí v pozdním podzimu, avšak před příchodem přízemních mrazíků, jež by mohly negativně ovlivnit jeho kvalitu a s tím i jeho chuť. Pokud se rozhodneme pro zimní uskladnění kořenů, je nutné je před uložením do vlhkého písku svázat do svazků a následně zabalit do fólií, aby nevysychaly.

## Příprava
Černý kořen je nutné před přípravou pečlivě omýt a zbavit černého povrchu, stejně tak jako latexu, který z kořene vytéká. Jelikož je černý kořen velice lepkavý, někdy se doporučuje oloupat jej až po 20–25minutovém povaření. Po pečlivém očištění se doporučuje namočit celý kořen do okyselené vody, aby se tím zabránilo jeho zhnědnutí. 
Černý kořen se dá konzumovat mnoha různými způsoby. Syrový se nejčastěji přidává společně s další zeleninou, zejména mrkví, do salátů. Společně s mrkví ho lze nastrouhat také do rozmanitých mrkvových koláčů a buchet. Povařený na páře se podává jako příloha k masu nebo z něj lze připravit pyré, podobně jako z celeru. Chutný je též obalený v trojobalu a smažený. V neposlední řadě je možné černý kořen použít jako náhradu chřestu v kombinaci s bílou či bešamelovou omáčkou.

## Chuť
Černý kořen má nasládlou chuť připomínající chuť pastináku, latex z něj vytékající má chuť hořkou, proto je nutné zabránit tomu, aby se dostal do připravovaného pokrmu. Chuť kořene je jemná, připomíná vzdáleně kokos nebo loupané mandle.

## Látky obsažené v černém kořenu
V černém kořenu se nachází vysoký obsah sacharidů a inulinu, čímž je velice vhodný zejména pro diabetiky. Obsahuje velké množství vody, bílkovin, tuků a vlákniny. Ze stopových prvků jsou zde zastoupeny: hořčík, fosfor, železo, vápník, draslík a sodík. Mimo to je také zdrojem vitamínů, nejvíce jsou zde zastoupeny vitamíny A, B1, C a E. Je vhodný pro pacienty trpící revmatismem. Jedná se o velice chutný a zdraví prospěšný druh zeleniny.

## Výskyt a ohrožení ve volné přírodě
Ve volné přírodě je tento druh v České republice hodnocen jako ohožený (C3). Roste v teplomilných pahorkatinách severních a středních Čech a jižní a jihovýchodní Moravy. Najdeme ho ve společenstvech teplomilných trávníků a v lesních lemech, především teplomilných doubrav. Roste na hlubších, zásaditých půdách. Vyskytoval se také na zaniklém chráněném nalezišti Bělák zasypaném Radovesickou výsypkou. Tým Bořena ho přestěhoval na náhradní lokality v západním Českém středohoří.